# سزرک(کوکتل)
سزرک(Sazerac) یک کوکتل کلاسیک آمریکایی و یکی از قدیمی‌ترین نوشیدنی‌های شناخته‌شده است که از نیواورلئان سرچشمه گرفته و از نمادهای فرهنگی این شهر محسوب می‌شود. این کوکتل با ترکیبی از ویسکی رای یا کنیاک، آبسنث، شکر و بیتر پِیچاد تهیه می‌شود و به خاطر طعم قوی و پیچیده‌اش، محبوبیت زیادی در میان علاقه‌مندان به کوکتل‌های کلاسیک دارد.

## مواد لازم
•	۶۰ میلی‌لیتر ویسکی رای یا کنیاک	•	۵ میلی‌لیتر آبسنث (برای شستشوی گیلاس)	•	۱ عدد حبه شکر یا ۱ قاشق چای‌خوری شکر	•	چند قطره بیتر پیچاد (Peychaud’s Bitters)	•	پوست لیمو برای تزئین

## دستور تهیه
1.	یک گیلاس کوکتل را با مقدار کمی آبسنث شستشو دهید و دور بریزید تا فقط عطر و طعم ملایم آن در گیلاس باقی بماند.	2.	حبه شکر را در لیوانی جداگانه قرار داده و چند قطره بیتر پیچاد روی آن بچکانید، سپس با قاشق یا هاون شکر را خرد و حل کنید.	3.	ویسکی یا کنیاک را به لیوان اضافه کرده و خوب هم بزنید.	4.	ترکیب را به آرامی در گیلاس آماده‌شده بریزید.	5.	پوست لیمو را روی نوشیدنی فشار دهید تا عطر آن به کوکتل منتقل شود، سپس آن را داخل گیلاس قرار دهید یا به عنوان تزئین در کنار لبه گیلاس بگذارید.

## طعم و ویژگی‌ها
Sazerac طعمی قوی، گرم و پیچیده دارد که تلخی ملایم بیتر پیچاد و عطر گیاهی آبسنث، با طعم شیرین شکر و ویسکی ترکیب می‌شود. این کوکتل معمولاً بدون یخ سرو می‌شود و برای افرادی که به دنبال طعم‌های عمیق و پیچیده هستند، انتخابی عالی است.

## نکته
این کوکتل به دقت و مهارت نیاز دارد تا طعم‌های مختلف آن به درستی متعادل شوند.